# Villa Kassman

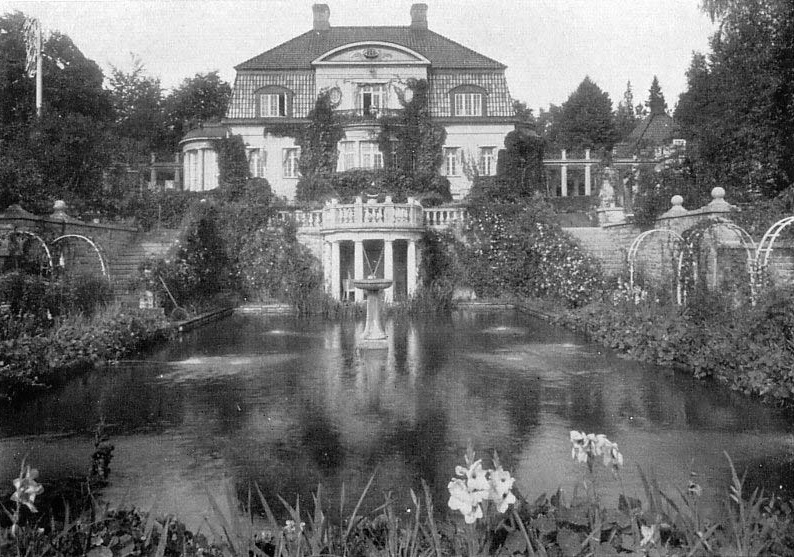
Villa Kassman, 1930.

Villa Kassman är en byggnad på Storholmen, Lidingö kommun, en stor stenvilla med anlagda vattendammar (fasthetsbeteckningen Storholmen 1:2) som uppfördes av bankir Gunnar Kassman (1878–1970) genom en ombyggnad av ett ursprungligt stenhus som uppfördes i början på 1910-talet. Villan och trädgården med tillhörande flygelbyggnader avspeglar en svunnen epok i början av 1900-talet då det var vanligt att förmögna stockholmare köpte hela öar i Stockholms skärgård och uppförde stora sommarresidens. Kassman använde villan enbart som sommarbostad. Hans ordinarie bostad var en lägenhet på Kungsgatan 12 i Stockholm.
Där Kassmans villa ligger i dag uppförde punschfabrikören Edward Cederlund (d. 1909) 1883 en knuttimrad villa i schweizerstil, ritad av arkitekten professor Magnus Isaeus. Cederlund förvärvade Storholmen med kringliggande öar 1881 för 20 000 riksdaler av Nils Albrecht Stephan von Höpken, innehavare av Frösviks och Bogesunds säterier. I årlig avgäld skulle dessutom den nya ägaren ge stamhemmanet, det vill säga Frösvik, en tunna säd, hälften råg och hälften korn. Cederlund tillträdde i mars 1882 och en ny sommarbostad stod färdig 1883.
Olika ekonomibyggnader uppfördes samtidigt med Cederlunds trävilla och ön började så smått omvandlas från en ö med orörd skärgårdsnatur till en park med stensatt strandkant och anlagda gångvägar. Cederlunds trävilla revs runt 1910 och ersattes av hans son, som fortsatte med sin fars punschfabrikation, med en mindre byggnad i sten som senare byggdes om och kompletterades av Gunnar Kassman, som förvärvade fastigheten 1917. 
Arkitektduon Josef Östlihn och Albin Stark ritade ombyggnaden, vilken utformades efter svenska klassicistiska 1700-talsförebilder till en slottsliknande herrgård. Trädgårdsdirektören Enoch Cederpalm anlitades för att skapa en slottsträdgård med Sollidens trädgård på Öland som förebild och hade tre olika dammar med vattenspel. Skog röjdes för fri utsikt ända ner mot vattnet. Huvudbyggnaden hade 24 rum. I flyglarna, som var förenade med huvudbyggnaden via loggior med platta tak, inrymdes gästvåning, teater, danssalong och bostadsutrymmen för tjänstefolket. Konstnären Knut Lundström målade samtliga tak- och väggdekorationer och fick även formge ett flertal keruber för dörrspeglar i byggnaden. Skulptören Carl Fagerberg uppförde en monumental öppen spis i kolmårdsmarmor som pryder ett av rummen.
Gunnar Kassmans bankirfirma gick i konkurs i början av 1920-talet och Storholmen togs då över av Aktiebolaget Kreditinstitutet, där Kassman var en av delägarna. Det blev startskottet för omvandlingen av Storholmen från en privat ö med enstaka invånare till en ö med många fritidshusägare. År 1924 upprättades en styckningskarta för hela egendomen och året därpå började Kreditinstitutet avsöndra tomter. I mars 1925 registrerades de första 125 avsöndringarna av tomter, och 1930 fanns 130 bebyggda fastigheter, främst för sommarboende. Ägarna skänkte viss mark för allmänna platser, såsom vägar, bryggor och väntpaviljonger, men i regel gick tomterna ända ned till vattnet. Därmed blev nästan hela ön privat mark, där allmänheten inte kunde lägga till med båt eller bada.
Under 1930-talet omvandlades Kassmans villa till pensionat. När andra världskriget bröt ut hyrdes huset ut till Sovjets ambassad för att användas som sommarnöje av ambassadören Aleksandra Kollontaj. Under denna tid vansköttes både själva villan och trädgården, och 1949 sålde Gunnar Kassman fastigheten till apotekaren Tesch. Köpet gick dock tillbaka redan samma år efter det att en läkare bedömt Tesch som sinnesförvirrad. På 1950-talet stod villan mestadels tom, och både huset och trädgården förföll ytterligare. År 1962 såldes fastigheten till fabrikören Ingvar Frithiof, som med sin familj använde villan som sommarbostad under drygt 30 år. 
I dag kallas byggnaden med tillhörande dammar och trädgård av Storholmsborna för ”slottet”. Huset är mycket förfallet men har varit föremål för restaurering och kulturminnesmärkning. År 2021 såldes fastigheten till fastighetsutvecklaren Tobias Appelö för 22 miljoner kronor.